# سلسلة إندي كار 2010
سلسلة إندي كار 2010 (بالإنجليزية: 2010 IndyCar Series)‏ هو موسم من سلسلة إندي كار. أقيم خلال الفترة 14 مارس 2010 وحتى 2 أكتوبر 2010، وشارك فيه  42 فريقاً، وفاز فيه داريو فرانشيتي.